# Braunweiler

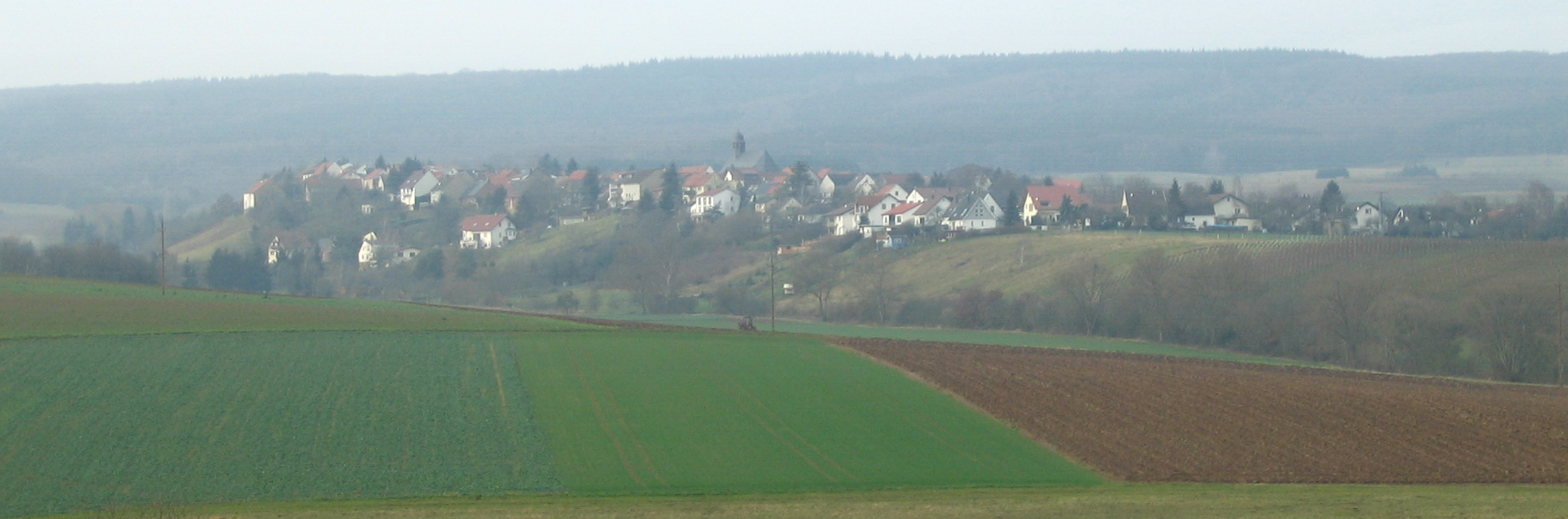
Braunweiler aus südöstlicher Sicht, im Hintergrund der Gauchswald

Braunweiler ist ein Weinort und eine Ortsgemeinde im Landkreis Bad Kreuznach in Rheinland-Pfalz. Sie gehört der Verbandsgemeinde Rüdesheim an.

## Geographische Lage
Braunweiler liegt im Naheland, unmittelbar nördlich schließt sich der Gauchswald und damit der Hunsrück an. Es befindet sich in einer Spornlage über seinen Weinbergen.
Angrenzende Nachbargemeinden, zu denen eine Anbindung durch Kreisstraßen besteht, sind Sommerloch und Sankt Katharinen. Weiterhin grenzen die Gemarkungen von Mandel, Sponheim, Argenschwang und Wallhausen an den Ort an.
Zu Braunweiler gehört auch der Wohnplatz Haus Bock.

## Geschichte
Die erste Besiedlung des Ortes geht vermutlich ins 9. Jahrhundert zurück. Damals soll das Dorf als Siedlungsinsel in den Wald gerodet worden sein. Grund dazu war weniger die Betreibung von Ackerbau und der damit einhergehenden Rodung weiterer Flächen, sondern vor allem die Nutzung des vorhandenen Waldes und der typischen Soonwaldwiesen.
Die Grafen von Sponheim besaßen spätestens seit dem Jahr 1100 die Landeshoheit und übergaben ihrem Hauskloster Sponheim mehrmals Liegenschaften und Einkünfte in Braunweiler.
Seit seiner Entstehung hieß der Ort zunächst nur Wilre (Weiler).
Nach der Gründung des Klosters St. Katharinen im Jahre 1217, das von Godefried, Propst von Kreuznach, Udo, Erzpriester zu Mannendal (Mandel), Friedrich, Landdechant von Hilbersheim, und deren Mitbürger (den Mitgliedern des Landkapitels) gestiftet wurde, wurde Braunweiler mit dem Zusatz by Sante Katherinen von anderen Weilerorten unterschieden.
 
Im Jahr 1271 wurde Braunweiler erstmals urkundlich in der Chronik des Klosters Sponheim durch Johannes Tritemus erwähnt. Damals kaufte der Abt des Klosters, Petrus von Sponheim, für 200 Mark Güter, um mit deren Hilfe einen Hof zu bauen. Dieser ging nach Aussagen von Tritemus jedoch bald ein und die Ländereien wurden an die Dorfbewohner gegen Zins abgegeben.
Während der folgenden Jahrhunderte gab es eine undurchsichtige Besitzgeschichte. So mussten die Bewohner an viele verschiedene Lehnsherren, Pächter und Besitzer unter anderem Anteile der Ernte abgeben. Noch bis ins 15. Jahrhundert gehörte das Dorf zu den Freidörfern im Landgericht Kreuznach. In Notzeiten durften die Einwohner dann in die Stadt flüchten, die durch ihre Befestigung sicherer war. Dafür mussten sie jedoch auch zur Verteidigung beitragen und beispielsweise einen Schöffen stellen. Die Gemarkung von Braunweiler stellte daher einen Teil des frühmittelalterlichen Reichsgut Kreuznach dar.
Politisch gehörte Braunweiler von 1350 bis 1798 zum Amt, und später zum Oberamt Kreuznach. Bis auf einige Zählungen der Bevölkerung gibt es keine Anhaltspunkte über die Einwohnerzahl Braunweilers. Im Jahr 1580 zählte der Ort – auf 34 Häuser verteilt – 153 Einwohner.
Vom 15. bis zum 18. Jahrhundert wurde Braunweiler auch Praum- oder Prümweiler genannt. Dies leitet der Namenforscher H. Kaufmann von dem Namen Bruno ab, was jedoch eher unwahrscheinlich ist, da der Name ins frühe Mittelalter weist, Braunweiler aber erst in der hochmittelalterlichen Rodungsphase entstand. Es könnte auch sein, dass der Name von dem Kloster Prüm in Roxheim abgeleitet wurde, welches jedoch nur bis ins 9. Jahrhundert existierte.
Die Errichtung der ersten Kapelle fällt vermutlich in die Zeit um 1475 zurück: Ausdrücklich erwähnt wird sie jedoch erst 1565. Zu dieser Zeit war sie dem Heiligen Quirinus geweiht. Dieser galt als Patron des Viehs, insbesondere der Pferde.
1604 brannte das Rathaus ab, dessen Erbauung unbekannt ist. Es diente mehreren Zwecken zugleich, nachdem es um 1700 wieder erbaut wurde. So befanden sich dort zum Beispiel neben der Wohnung und dem „Büro“ des Bürgermeisters auch eine Nähstube (Nähstub), eine Bäckerei (Backes) und ein Gefängnis (Bollesje). Der Backes war keine Bäckerei mit Bäcker, sondern ein Raum, in dem ein Ofen stand und sich jeder von seinen eigenen Zutaten sein Brot backen konnte.
Es gibt mündliche Überlieferungen, dass der Ort zuerst am Fuße des Gauchsbergs an einer Quelle (Brunnen?) lag. Nach dem großen Brand im Jahre 1604 sei dann nicht nur das Rathaus, sondern das ganze Dorf niedergebrannt. Danach hätte man es dann auf der Höhe in der heutigen Lage wieder aufgebaut. Dies ist jedoch eher unwahrscheinlich, da es dafür keine Anhaltspunkte mehr gibt. Dies hätte jedoch Ähnlichkeit mit Mandel und St. Katharienen gehabt, die auch direkt an einem Brunnen liegen. In Braunweiler dagegen liegt der ursprüngliche Brunnen etwas außerhalb und war am besten durch den Brunnenweg zu erreichen, den es bis heute noch gibt.
Ein Weistum ist aus dem Jahre 1654 überliefert. Es ist ein sogenanntes Hof- und Gutsweistum. Die Herren von Koppenstein besaßen auf Braunweilerer Gemarkung demnach Äcker, Wiesen und Weinberge im Umfang von etwa 40 Morgen, die an Bewohner verpachtet waren. Dem Junker von Koppenstein standen 8 Malter Korn, 5 Malter Hafer und 12 albus zu.
Im Jahre 1665 wird schon ein erster Schuldiener genannt, der aus dem Amt Stolberg in Sachsen kam. Obgleich zu dieser Zeit ein Teil der Schüler katholisch war, war Andreas Simon vermutlich Protestant. Später entsteht eine katholische Schule, die erstmals 1693 erwähnt wird. Der Lehrer war gleichzeitig Organist und manchmal sogar noch Kirchenrechner und Gerichtsschreiber zugleich.
Das Gehalt wurde mit der Zeit immer höher und begann damit, dass der Lehrer die damals umstrittene Kirchenwiese intensiv nutzen durfte, was man 1697 in eine Barauszahlung von 5 Gulden ummünzte. Bald erhöhte die Landesherrschaft den Lohn von 5 auf 20 Gulden und zusätzlich 10 Malter Korn. Im Februar 1689 wurde seit langem wieder der erste katholische Gottesdienst abgehalten: Das vorher eher protestantische Dorf war nun wieder bis auf einige Familien katholisch geworden. Im Jahre 1745 wurde dann in Braunweiler, vor allem durch den Einsatz der kurpfälzischen Regierung in Mannheim, wieder eine eigene katholische Pfarrei gegründet.
Die Landwirtschaft stellte bis in die Mitte des 20. Jahrhunderts die wichtigste Einkommensquelle der Einwohner Braunweilers dar. Dies erklärt die Tatsache, dass während des 19. Jahrhunderts nur wenige andere Tätigkeiten in Braunweiler ausgeübt wurden. Exemplarisch ist die Arbeit von Händlern, Schustern, Zimmerleuten oder auch Schlossern zu nennen.
Bevölkerungsentwicklung
Die Entwicklung der Einwohnerzahl von Braunweiler, die Werte von 1871 bis 1987 beruhen auf Volkszählungen:
| Jahr | Einwohner |
| ---- | --------- |
| 1815 | 317       |
| 1835 | 409       |
| 1871 | 433       |
| 1905 | 432       |
| 1939 | 414       |
| 1950 | 455       |
| 1961 | 482       |

| Jahr | Einwohner |
| ---- | --------- |
| 1970 | 493       |
| 1987 | 561       |
| 1997 | 586       |
| 2005 | 625       |
| 2011 | 629       |
| 2017 | 619       |
| 2023 | 622       |

## Religion
Die erste Kapelle, deren Errichtung vermutlich in die Zeit um 1475 fällt, wurde dem hl. Quirinus geweiht.
Traditionell ist Braunweiler katholisch geprägt. Die Kirche St. Josef war bis vor wenigen Jahren Pfarrkirche der Pfarrgemeinde Braunweiler – St. Katharinen. Nach einem Anschluss an die Pfarrgemeinde St. Laurentius – Wallhausen, ist sie heute Teil der Pfarrgemeinde Spabrücken.
Braunweiler gehört zur evangelischen Gemeinde Mandel.

## Politik

### Bürgermeister
Ortsbürgermeisterin ist Christel Haedicke.
Zur Direktwahl am 9. Juni 2024 gab es keine Bewerbungen. Daher erfolgte die Wahl gemäß Gemeindeordnung durch den Rat.
Christel Haedickes Vorgänger war Karlheinz Gehlweiler, der das Amt von 2019 bis 2024 ausübte.
Bei der Kommunalwahl am 26. Mai 2019 wurde er gewählt und war damit Nachfolger von Horst Wies, der nach 10 Jahren im Amt nicht erneut kandidiert hatte.

### Wappen
| Wappen von Braunweiler | Blasonierung: „Das Wappen zeigt auf rotem Grund den Hl. Quirinus in silberner Rüstung, in der Linken eine silberne Fahne, in der Rechten einen silbernen Schild. Der Hl. Quirinus steht auf grünem Boden.“ |
| Wappen von Braunweiler | Genehmigungsurkunde für das Wappen vom 5. Oktober 1950. |

## Kultur und Sehenswürdigkeiten

### Bauwerke
Wichtiges Bauwerk ist die katholische Pfarrkirche St. Josef im Ortskern von Braunweiler.
Weitere Bauwerke:
- Ehemaliges Rathaus (zu Beginn des 20. Jahrhunderts abgebrannt)
- Pumpstation im Brunnenweg

Siehe auch:
- Liste der Kulturdenkmäler in Braunweiler
- Liste der Naturdenkmale in Braunweiler

### Regelmäßige Veranstaltungen
Im Dorfleben von Braunweiler sind viele traditionsreiche Feste und Veranstaltungen fest verwurzelt: Beispielsweise das Waldfest des Musikvereins, das Feuerwehrfest, die Kirmes – veranstaltet vom Sportverein Braunweiler –, regelmäßige Essen des Bolivienkreises, Konzerte des Kirchenchors und Musikvereins.
Bekannt ist Braunweiler weiterhin für seine Fronleichnamsprozession: Zu dieser kirchlichen Veranstaltung kommen viele Besucher aus der ganzen Region, um dieses Ereignis miterleben zu können.
Ebenso wird regelmäßig ein Dorffest mit zahlreichen Ausstellern durchgeführt.

## Wirtschaft und Infrastruktur

### Öffentliche Einrichtungen
- Kindergarten Braunweiler
- Heegwaldhaus, beherbergte bis in die 1960er Jahre die Dorfschule, dann als Dorfgemeinschaftshaus umgebaut und bis heute zur Ausrichtung von Veranstaltungen genutzt.
- Öffentlicher Spielplatz
- Öffentlicher Bolzplatz mit Toren, Tischtennisplatte, Klettergerüst und Seilbahn
- Verschiedene beschilderte Wanderwege durch den angrenzenden Gauchswald
- Naturlehrpfad, der durch die Gemarkung des Ortes führt

### Verkehr
Im Süden Braunweilers verläuft die Bundesstraße B 41. Die nächstgelegenen Autobahnen sind die A 61 im Nordosten sowie die A 60 im Osten.
Die Verbindung mit den nächsten Nachbarorten, Sankt Katharinen und Sommerloch, ist durch Kreisstraßen (K 50 und K 51) gegeben.

## Söhne und Töchter der Gemeinde
- Leo Schwarz (1931–2018), Weihbischof in der Diözese Trier (1982 bis 2006)
- Brigitte Grass, geborene Oertel (* 1953), Florettfechterin, Wirtschaftswissenschaftlerin, Präsidentin der Hochschule Düsseldorf (2009 bis 2019)